# Для чого потрібні друзі?
Для чого потрібні друзі? (англ. What Are Friends For?) — перший сегмент 2-го епізоду 2-го сезону телевізійного серіалу «Зона сутінків».

## Сюжет
Маленький хлопчик на ім'я Джеф відпочиває разом зі своїм батьком Алексом на природі у приватному секторі. Батьки хлопчика давно вже не живуть разом. Джеф сильно нудьгує та хоче до матері, оскільки там, де він зараз знаходиться, зовсім нема дітей і тому він не може знайти собі друзів. Батько спочатку намагається говорити з ним серйозно, вирішивши, що Джеф просто вередує, потім Алекс розповідає хлопчикові про своє дитинство, коли він так само відчував брак спілкування, та радить йому вигадати собі друга — як колись зробив і він. Джефові така ідея подобається, бо він побачив у ній хоч якийсь вихід зі свого положення. Одного разу вночі хлопчик визирає у вікно та бачить іншого хлопчика, Майка, який сидить на дереві та махає йому рукою. Проте через деякий час Майк зникає й розчарований Джеф лягає спати.
Незабаром хлопчики стають близькими друзями. Джеф намагається запросити Майка до себе додому, щоб познайомити з батьком, однак останній навідріз відмовляється. Малюки часто відвідують ліс, де грають у різноманітні ігри, часто небезпечні. Одна з таких ігор ледь не коштувала Джефові життя. Батько Алекс вчасно рятує Джефа від загибелі та попереджає сина, що якщо й надалі будуть такі проблеми, то він просто заборонить Джефові спілкуватися з Майком.
Через деякий час після цього випадку Алекс сам зустрічається з Майком та дізнається, що цей насправді не існуючий хлопчина колись був його уявним другом. Алекс вигадав Майка багато років тому, коли сам ще був дитиною. Але Майк усіляко намагається довести, що він справжній, а не вигадка окремої людини. Хлопчик пропонує Алексу погратися в ковбоїв (те ж саме він неодноразово пропонував і Джефові), але чоловік, зважаючи на поважний вік, відмовляється, натомість робить спробу відмовити Майка від спілкування з Джефом, оскільки вважає, що Джеф повинен дружити з реальними дітьми і що ця дружба з Майком негативно вплине на розвиток та психічний стан хлопчика. На це Майк відповідає, що покине світ людей, якщо і Джеф, і Алекс відмовляться від спілкування з ним.
Наприкінці епізоду під час відпочинку на природі Джеф, граючись з іншими дітьми, помічає Майка та біжить до нього, однак останній тікає. Трохи згодом він все-таки зупиняється та, перебуваючи під впливом слів Алекса, заявляє Джефові, що більше не хоче з ним спілкуватися і що віднині вони не друзі. Джеф спочатку болісно сприймає ці слова, однак потім, вирішивши, що Майк насправді ніколи не був йому другом, з легкістю покидає його та повертається до нових приятелів, щоб продовжити гру. Тим часом Майк дематеріалізовується, перетворившись на лісового духа, та як людина зникає з лиця Землі.

## Початкова оповідь
«Старі друзі завжди знаходять можливість бути поруч, якщо ви їм потрібні, а іноді — навіть якщо ні. Як у Алекса Маттінглі та його сина Джефа. Ввічливий незвичайний друг, котрий з'явився із Зони сутінків».

## Заключна оповідь
«У Джефа й Алекса Маттінглі завжди буде один незвичайний та відданий друг. Той, який любить їх обох та ладен був зникнути, аби їм обом було добре. Хіба не для цього існують справжні друзі, особливо якщо твій друг — із Зони сутінків?»

## Цікавий факт
Актор Лукас Хаас, який зіграв неіснуючого хлопчика Майка, знявся також у новій «Зоні сутінків» (епізод «Harsh Mistress», який вийшов на екрани у 2002).

## Ролі виконують
- Том Скерріт — Алекс Маттінглі
- Фред Севідж — Джеф Маттінглі
- Лукас Хаас — Майк
- Джой Клауссен — Елісон Конрад
- Майкл Енніс — Росс Конрад
- Марк-Пол Гослар — Тім Конрад
- Джонні Грін — Ларрі Конрад
- Дженніфер Роуч — Сінді Конрад
- Девід Селберт — лікар

## Прем'єра
Прем'єрний показ епізоду відбувся в США та Великій Британії 4 жовтня 1986.